# آندرناخ
آندرناخ أو أندرنَخ (بالألمانية: Andernach) هي بلدة ألمانية تقع في ألمانيا في راينلند بالاتينات. يقدر عدد سكانها بـ 29,602 نسمة .

## المدن التوأمة
- مدينة ديمونا في إسرائيل.
- مدينة فارنهام في إنجلترا.

## أعلام
- دانييل باور
- كارل ايوالد ماكسيميليان بوريت
- ستيفان بيل
- تشارلز بوكوفسكي
- رالف والتر